# Lago della Malgina
Il lago della Malgina è situato in Alta valle Seriana, in provincia di Bergamo, a quota 2.339 m s.l.m. Situato all'interno di una conca circondata da ripide salite e aperta a sud da un canalino, il lago è riparato dal vento, ma anche dai raggi del sole, per buona parte del giorno.
Meta di occasionali escursionisti in estate, il lago è per lo più punto di transito di alpinisti diretti al Pizzo del Diavolo della Malgina, al Lago Gelt, al passo di Caronella e alle soprastanti Cime di Caronella.

## Raggiungere il lago
La via più breve per raggiungere il lago parte da Valbondione. Si prende il sentiero che conduce al Rifugio Curò e, una volta giunti in prossimità del rifugio e in vista del Lago del Barbellino, si costeggia il lago lungo il sentiero che lo percorre sulla sponda sud in direzione del Lago del Barbellino Naturale. Passato il lago si prosegue sul sentiero principale fino alla deviazione che si dirama verso nord in direzione del lago della Malgina - Pizzo del Diavolo della Malgina. Si prosegue quindi lungo il sentiero fino al canalino, unico tratto scosceso dell'escursione che conduce al lago.

## Galleria d'immagini

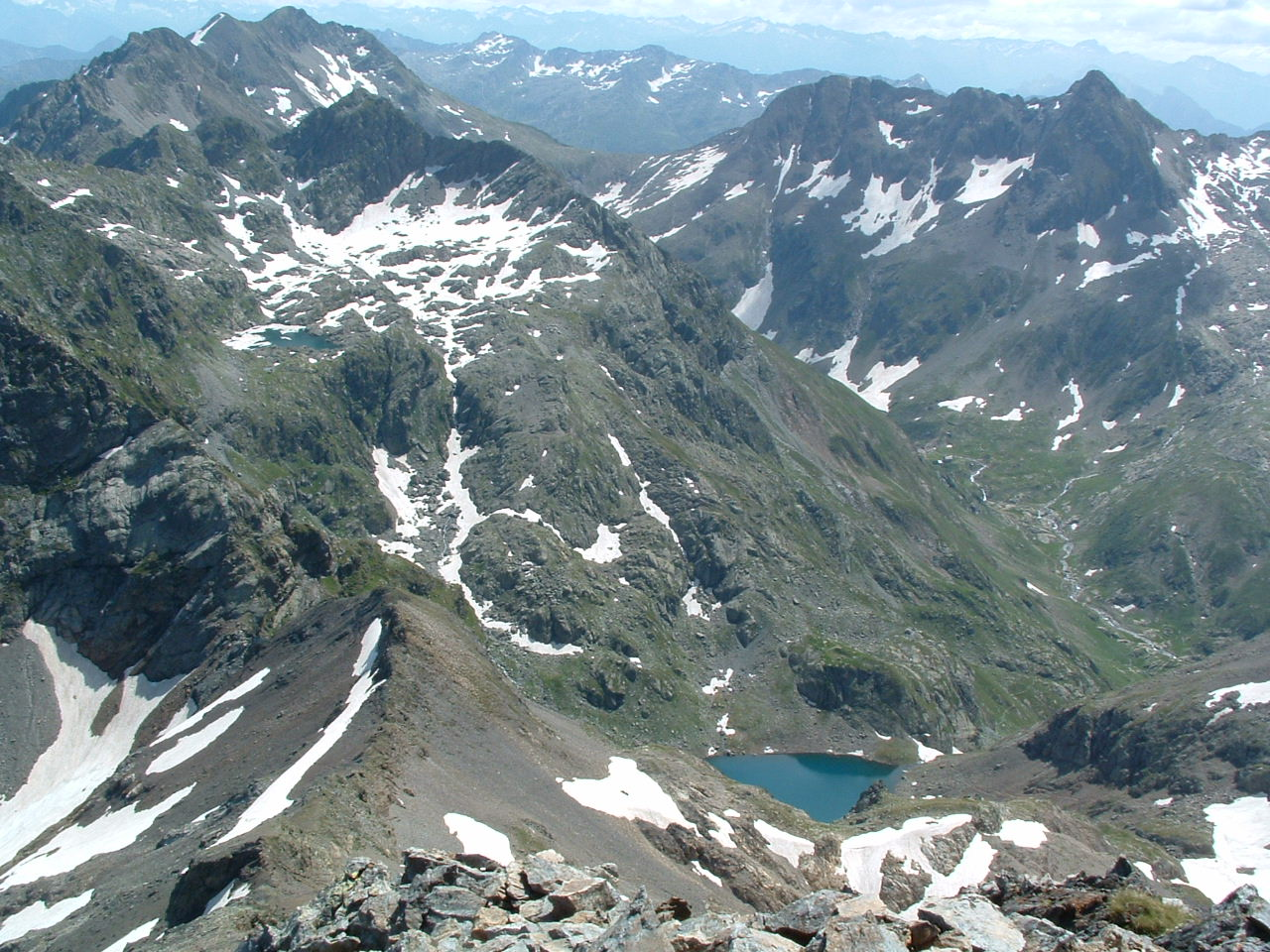
Veduta dal Pizzo del Diavolo della Malgina del Lago della Malgina (in basso) e del Lago Gelt (in alto).
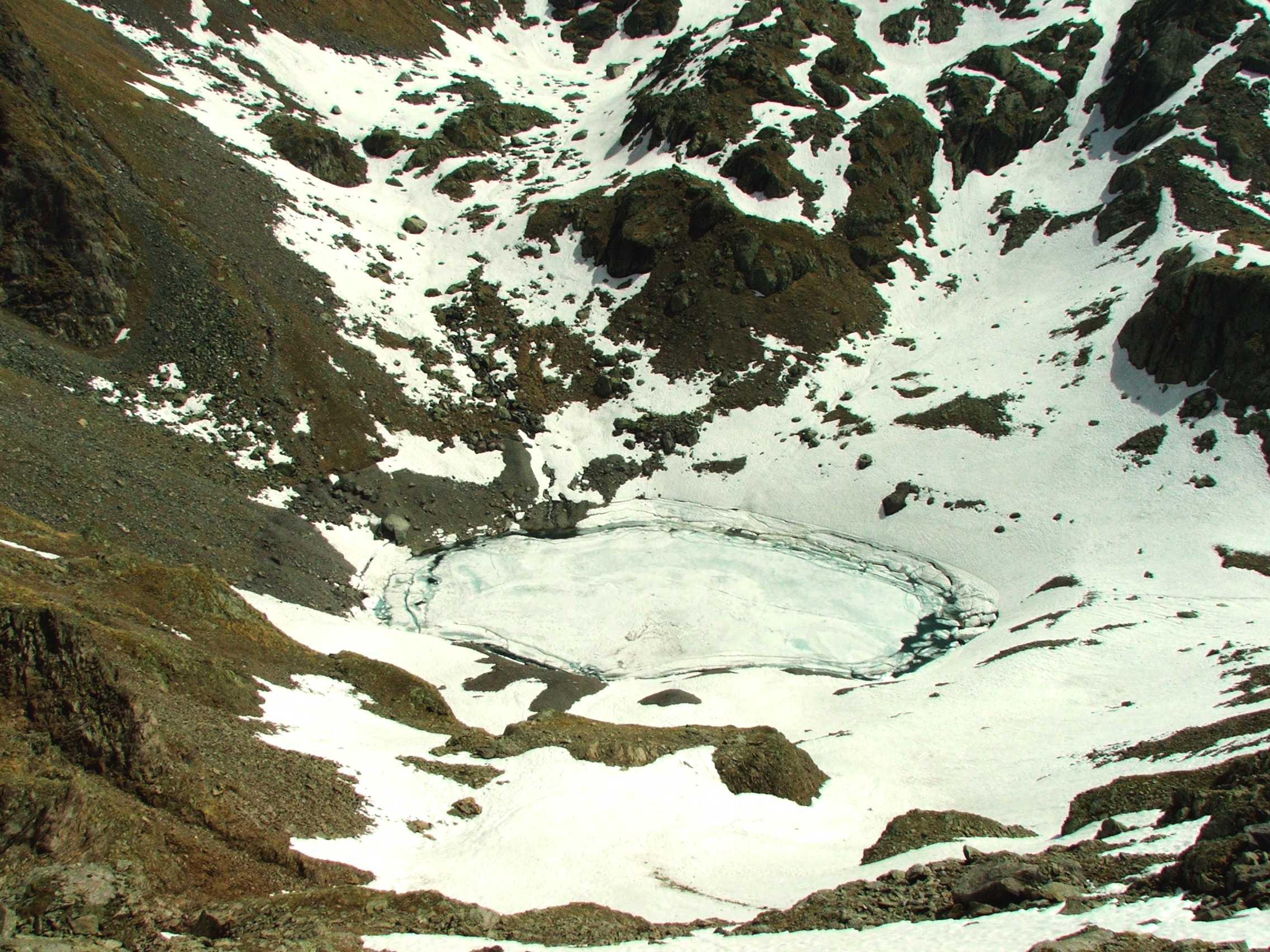
Vista del lago della Malgina a giugno
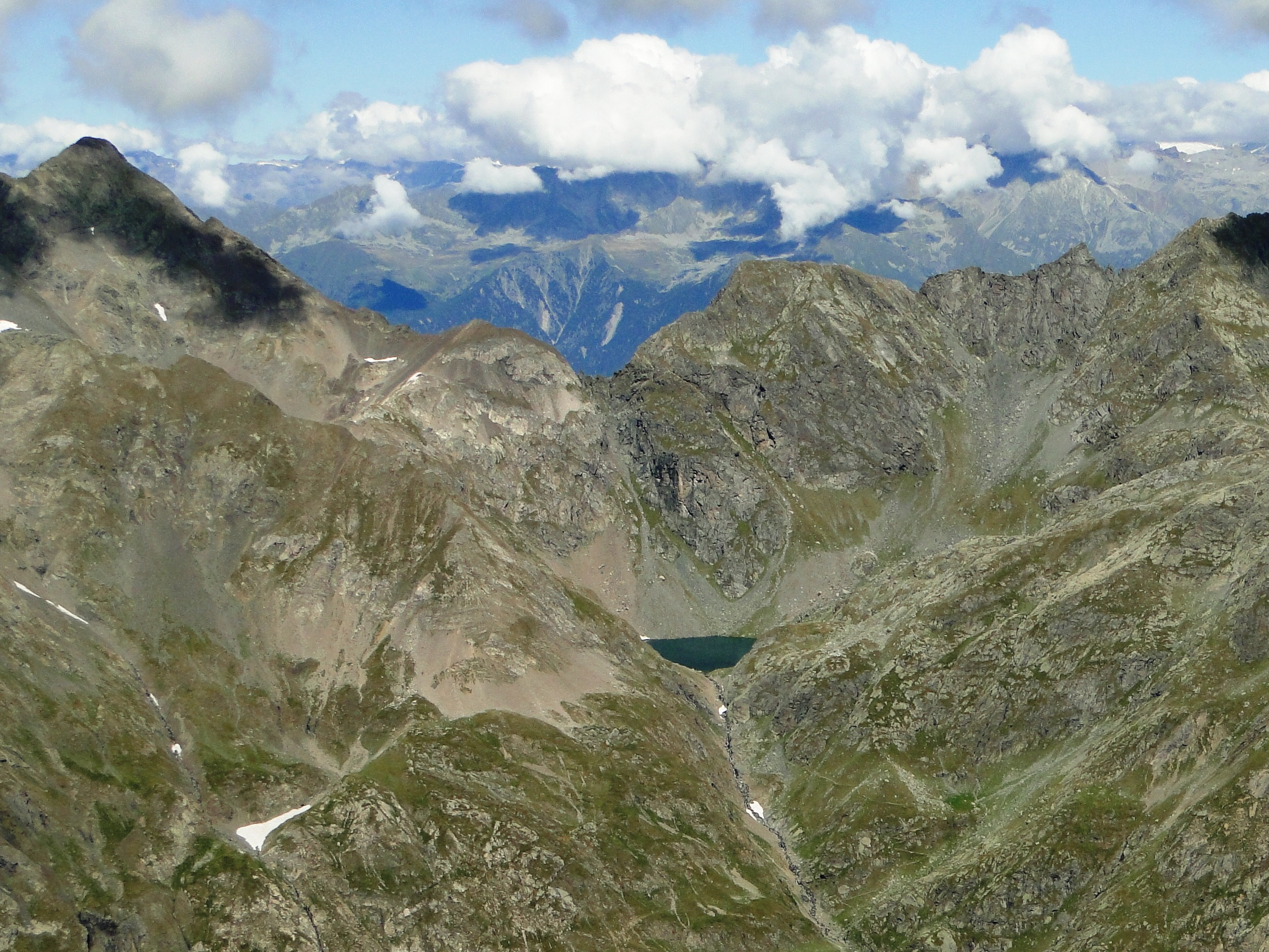
Veduta del lago della Malgina. Sulla sinistra il Pizzo del Diavolo della Malgina